# Tragium cumbrae
Tragium cumbrae är en flockblommig växtart som beskrevs av Jacques Denys Denis Choisy och Heinrich Friedrich Link. Tragium cumbrae ingår i släktet Tragium och familjen flockblommiga växter. Inga underarter finns listade i Catalogue of Life.